# 縁物
縁物（えんもの）とは、美的な好みや故事来歴に基づいて、関係の深い動植物や器物、風景や自然現象を二つあるいはそれ以上で一組にしたもの。
和服の柄に始まり、工芸品の意匠、家紋、唱歌の題材、花札、隠語などその多くが日本人に広く親しまれている。

## 動物と動物
- 鶴と亀
- 虎と竜

## 植物と植物
- 松竹梅
- 柳と桜
- 桜と橘
- 紅葉と桜

## 植物と動物
- 梅に鶯
- 竹に雀
- 卯の花と時鳥
- 桐に鳳凰
- 竹に虎
- 紅葉に鹿
- 牡丹に唐獅子

## 自然と動物
- 月に兎
- 波に兎
- 浜に千鳥
- 雲に竜

## 器物と動物
- 米俵に鼠

## 器物と植物
- 八橋に杜若